# Ueli Luginbühl
Ueli Luginbühl (* 3. November 1941 in Erfurt; † 30. November 2010 in Zürich) war ein Schweizer Radrennfahrer und Schrittmacher.

## Sportliche Laufbahn
Mit dem Radsport begann er 1957. 1959 gewann er als Junior die Meisterschaft von Zürich, ebenso 1960. Letzterer Sieg brachte ihm die Qualifikation für die damalige A-Klasse der schweizerischen Amateure ein. 1961 musste er seine Laufbahn wegen des Militärdienstes unterbrechen. Nach Wiederaufnahme des Trainings wandte er sich dem Stehersport zu.
Bei den UCI-Bahn-Weltmeisterschaften 1963 wurde Ueli Luginbühl Dritter bei den Amateur-Stehern. Dreimal – 1962, 1963 und 1964 – wurde er Schweizer Stehermeister bei den Amateuren. 1964 trat er zu den Unabhängigen über, 1965 wurde er Berufsfahrer. 1966 trat er als Rennfahrer zurück und war anschliessend von 1968 bis 1994 als Schrittmacher tätig. Als solcher führte er bei den UCI-Bahn-Weltmeisterschaften 1987 Max Hürzeler und 1994 Peter Steiger zum Weltmeister-Titel der Profi-Steher.

## Berufliches
Ueli Luginbühl absolvierte eine Ausbildung zum Maurer. Nach Ende seiner Radsport-Laufbahn organisierte er gemeinsam mit Hürzeler Radsport-Reisen auf Mallorca. Im Dezember 2010 starb er im Alter von 69 Jahren an einem Krebsleiden.